# Vesmírné zrcadlo

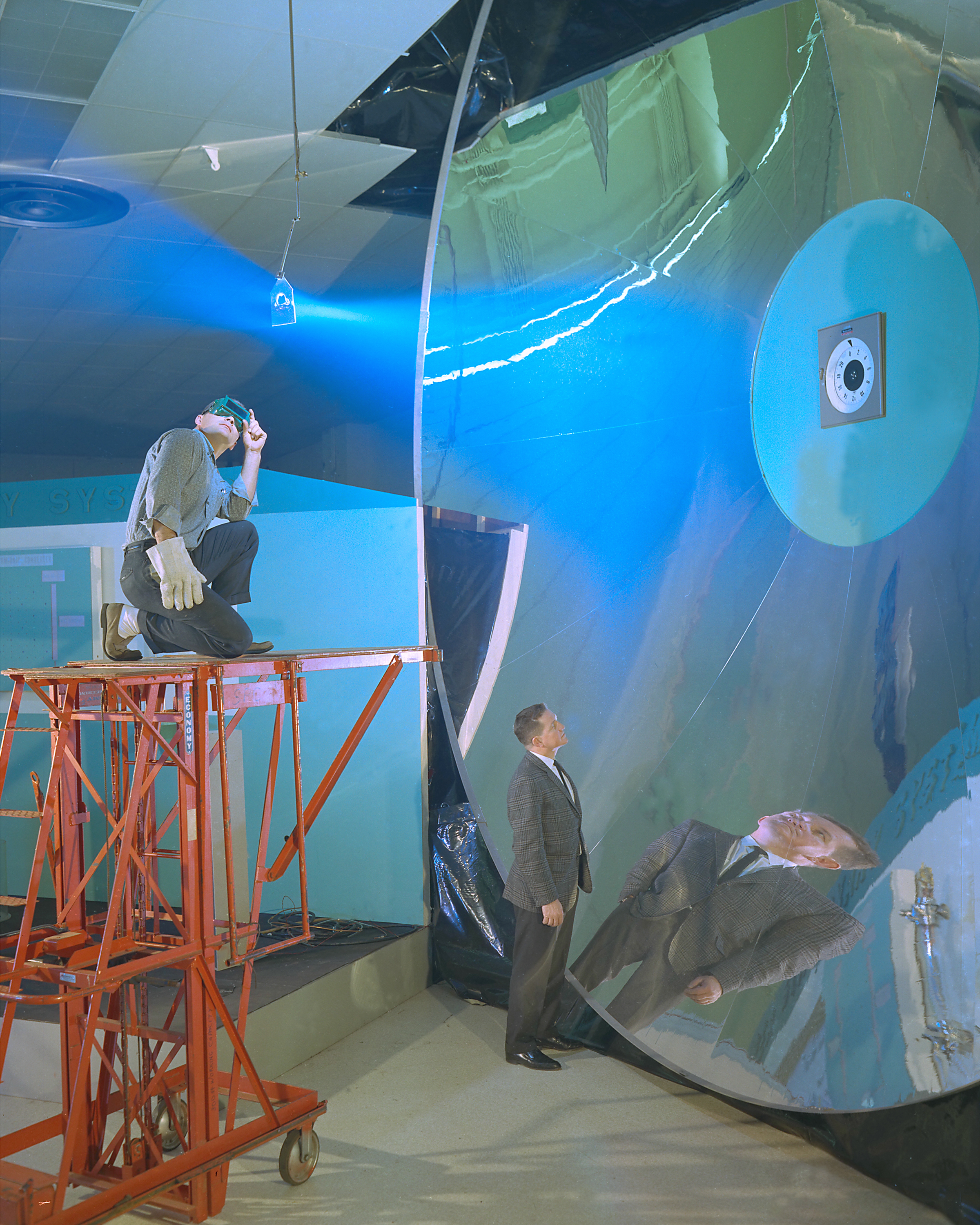
Vesmírné zrcadlo v laboratoři slunečních kolektorů v Lewisově výzkumném středisku, listopad 1966

Vesmírné zrcadlo je umělé kosmické těleso v podobě zrcadla, které je umístěno na oběžné dráze kolem vesmírného tělesa. Jeho cílem je odrážet dopadající světlo například na povrch planety a tu následně osvětlovat či oteplovat.

## Experimenty s osvětlením Země
V únoru 1993 při experimentu Znamja-2 bylo vyzkoušeno ruskými kosmonauty ze stanice Mir zrcadlo o průměru 25 metrů upevněné na zásobovací lodi Progress M-15. Úspěšně byla osvícena část území Evropy od Toulouse přes Německo, Česko až do středního Ruska. Osvětlená plocha měla průměr 4 km.
V roce 1999 měl být experiment tentokrát nazvaný Znamja-2,5 zopakován ve stejném uspořádání. Osvětleno mělo být minimálně dvanáct měst řady zemí severní polokoule. Problémy s rozvinutím zrcadla zabránily úspěšnému dokončení pokusu.

## Vesmírné zrcadlo ve sci-fi
Americký spisovatel Kim Stanley Robinson ve sci-fi knize Zelený Mars (Trilogie o Marsu) používal pro vesmírné zrcadlo název soleta. V této knize se jedná o nástroj používaný pro snazší terraformaci planety, který napomáhá zvýšení teploty povrchu Marsu a tak umožňuje jeho obydlení.